# Mitsubishi Type 73
Le Mitsubishi Type 73 est un véhicule militaire léger utilisé dans les Forces japonaises d'autodéfense (JSDF), fabriqué par Mitsubishi Motors depuis 1973.

## 1regénération
La première production du Type 73, connue sous le nom de Mitsubishi Type 73 Light Truck (Kyū) (73式小型トラック (旧), 73-shiki kogata torakku (kyū)), était basée sur la Jeep CJ-3B que Mitsubishi a produit sous licence du constructeur américain Willys-Overland.
La fabrication du Type 73 Kyūs a débuté en 1973 avec le châssis du Jeep CJ-3B comme base avant d'apporter des modifications pour aboutir aux Mitsubishi CJ-3B-J4 et CJ-3B-J4C. Ils ont été remplacés par le Mitsubishi CJ-5A-J54. Plus de 200.000 exemplaires y compris les variantes équipées de moteurs essence et diesel ont été fabriquées. La production s'est poursuivie jusqu'en 1997 après le lancement du camion léger Shins Type 73 en 1996.
Des Kyūs, déclarés véhicules militaires excédentaires, ont été exportés principalement vers les Philippines et le Sud-Vietnam. Le Sud-Vietnam  l'a utilisé comme l'une des principales jeeps de l'ARVN, à côté des Willys M606, M38A1 et M151A1 pendant le cours de la guerre du Vietnam,. Ils ont également été exportés vers la Nouvelle-Zélande pour un usage civil.

## 2egénération
Le Mitsubishi Type 73 Light Truck (Shin) (73式小型トラック(新), 73-shiki kogata torakku (shin)) a remplacé, en 1996, l'ancien Kyūs Type 73 Light Truck. Construit sur la base du Mitsubishi Pajero, il est entré en service dans les Forces japonaises d'autodéfense (JSDF).
Le Type 73 Light Truck Shin peut être monté avec diverses mitrailleuses lourdes et lanceurs de missiles antichars. Mais, comme son prédécesseur, le Shin Light Truck peut monter des mitrailleuses Sumitomo M2 et, pour la première fois, la mitrailleuse légère Sumitomo MINIMI.
Lorsque les Shin Light Trucks ont été déployés en Irak dans le cadre du Groupe japonais de reconstruction et de soutien en Irak (JIRSG), les véhicules ont été blindés.

## Équipements armés
Les véhicules utilitaires légers "Kyū" et "Shin" peuvent être équipés de divers types d'armes tels que des lanceurs de missiles antichars et des mitrailleuses pour en faire à la fois un véhicule mobile antichar et antipersonnel.